# Chersotis clarivenosa
Chersotis clarivenosa là một loài bướm đêm trong họ Noctuidae.